# 斯洛陶伯-赫拉茨马立方

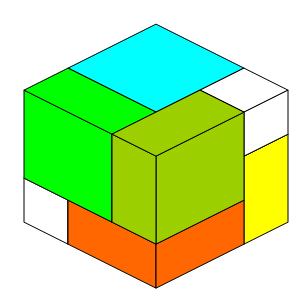
組合好的斯洛陶伯－赫拉茨马立方

斯洛陶伯－赫拉茨马立方（Slothouber–Graatsma puzzle）是一個智力遊戲，要用 6 個 1 × 2 × 2 的立方體和 3 個 1 × 1 × 1 的立方體組成一個 3 × 3 × 3 的立方體，若將可由旋轉及鏡射衍生的解都視為一個解，则斯洛陶伯－赫拉茨马立方只有唯一解。
若問題中省略 3 個 1 × 1 × 1 的立方體，對此問題沒有任何影響，因此此問題可變成：如何在 3 × 3 × 3 的立方體空間中放入 6 個 1 × 2 × 2 的立方體。斯洛陶伯－赫拉茨马立方是立體包裝問題的一種。
斯洛陶伯－赫拉茨马立方問題第一次是出現在荷蘭設計師威廉·格瑞茨曼（William Graatsma）和贊·史勞赫伯（Jan Slothouber）在 1970 年所合著的書上，故稱為斯洛陶伯－赫拉茨马立方。

## 解法

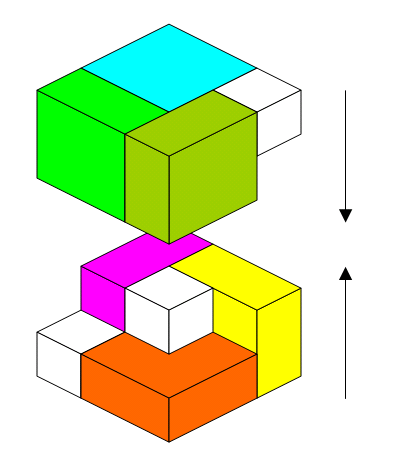
Slothouber–Graatsma 立方的分解圖

斯洛陶伯－赫拉茨马立方解法的關鍵在於將 3 個 1 × 1 × 1 的單位立方體（或空洞，下同）放在立方體的主對角線上，以任意方向來看，立方體中每一層 3 × 3 的區域中都有一個 1 × 1 × 1 的立方體。此解法的原因是 1 × 2 × 2 的立方體只能填充 3 × 3 的區域中偶數個單位。

## 變體
斯洛陶伯－赫拉茨马立方是一種針對長方體的包裝問題。還有許多更複雜的長方體包裝問題，其中最有名的的是康威立方，要將18個長方體放在 5 × 5 × 5 的空間內。更難的包裝問題包括將41個 1 × 2 × 4 的長方體放在 7 × 7 × 7 的的空間內（會留下 15 個洞沒有長方體）。

## 註及參考資料
1. ↑  David J. Darling. . John Wiley and Sons. 2004: 293. ISBN 0471270474.
2. ↑  在網路上找不到這二人的中文譯名，目前的譯名為編輯者自取的中文譯名
3. ↑  Miodrag Petković. . AMS Bookstore. 2009: 142. ISBN 0821848143.
4. 1 2  Elwyn R. Berlekamp; John H. Conway and Richard K. Guy. . A. K. Peters Ltd. 2004. ISBN 1-56881-144-6.

## 外部連結
- The Slothouber-Graatsma puzzle in Stewart Coffin's "The Puzzling World of Polyhedral Dissections"
- Jan Slothouber and William Graatsma: Cubic constructs （页面存档备份，存于）
- William Graatsma and Jan Slothouber: Dutch mathematical art